# Movimento Unificador dos Trabalhadores
O Movimento Unificador dos Trabalhadores (MUT) é uma organização brasileira, de cunho intersindical, de trabalhadores, de âmbito nacional.
Foi fundado em 1945 como órgão intersindical de envergadura nacional fundado pelos comunistas em 30 de abril de 1945 no Rio de Janeiro, com o objetivo de não só unificar os trabalhadores, mas também de inserir os sindicatos e o movimento operário na política geral e nos movimentos democráticos. Lindolfo Hill era o braço do PCB no MUT.
Foi substituído pela Confederação dos Trabalhadores do Brasil (CTB), formada em setembro de 1946.

## História
Nos primeiros meses de 1945, com o enfraquecimento do Estado Novo, e a Lei Constitucional nº 9, de 28 de fevereiro, além d a anistia, iniciaram-se os primeiros sinais de uma abertura política. A nova realidade política gerou uma liberalização relativa da sindicalização, ainda que tenham sido mantidos os princípios básicos da CLT, entre eles, a formação de confederações gerais de trabalhadores, sendo apenas admitidas associações representativas de determinadas categorias profissionais.